# Observação participante
A observação participante é um tipo de coleta de dados tipicamente usado em pesquisa qualitativa e na etnografia. Este tipo de metodologia é empregado em muitas disciplinas, particularmente na antropologia (incluindo antropologia cultural e etnologia europeia), sociologia (incluindo sociologia cultural e sociologia criminal), estudos comunicativos, geografia humana e psicologia social. Seu objetivo é ganhar uma intimidade familiar e próxima com um certo grupo de indivíduos (como religiosos, ocupacionais, subgrupos culturais ou uma comunidade particular) e suas práticas através de um envolvimento intenso com as pessoas em seu espaço cultural, usualmente sob certo período de tempo.
O método se originou com ligações com as viagens europeias e americanas de exploração científica. Durante os anos 1800, um dos percursores do método foi Joseph-Marie de Gérando, o qual já afirmava que "o jeito principal de conhecer o indígenas é se tornar um deles; e é aprendendo sua língua que irá se tornar um de seus membros". Posteriormente, o método se tornaria popular por Bronisław Malinowski e seus estudantes britânicos; os estudantes de Franz Boas nos Estados Unidos; e posteriormente a pesquisa urbana dos estudantes da Escola de Chicago.

## História e desenvolvimento
A observação participante foi usada amplamente por Frank Hamilton Cushing durante o estudo do povo Zuni no fim dos meados do século XIX. Seria seguido por estudos do início do século XX de sociedades não-ocidentais através de pesquisadores como Bronisław Malinowski (1929), E. E. Evans-Pritchard (1940) e Margaret Mead (1928).
A prática surgiu como a principal aproximação da etnografia por pesquisadores antropólogos e se sustentava através das relações pessoais com informantes locais como uma maneira de aprender a cultura, envolvendo tanto a observação e participação na vida social de um grupo. Ao viver com a cultura que estavam estudando, os pesquisadores eram capazes de formular relatos em primeira mão das vidas desses grupos e ganhar novas perspectivas. Este mesmo método de estudo também foi aplicado em grupos da sociedade ocidental e é especialmente bem-sucedida no estudo de subculturas ou grupos que compartilham um forte senso se identidade, onde apenas participando o observador ganha verdadeiro acesso com a convivência dos povos estudados.
Desde da década de 80, alguns antropólogos e outros cientistas sociais começaram a questionar o grau o qual a observação participante pode fornecer insights verídicos na mentalidade das outras pessoas. Ao mesmo tempo, um estudo qualitativo mais formal conhecido como teoria fundamentada, iniciada por Barney Glaser e Anselm Strauss, começou a ganhar popularidade na sociologia estadunidense e campos relacionados como saúde pública. Em resposta a esses desafios, alguns etnógrafos refinaram seus métodos, tanto quanto testes-hipotéticos mais receptivos e replicáveis ou quanto analisando suas interpretações de uma maneira epistemológica mais cuidadosa.
O desenvolvimento da observação participante como uma ferramenta de pesquisa e portanto não um processo aleatório, mas ao invés disso envolveu um grande grau de autocriticismo e revisões. Tem então, como resultado, se especializado. A antropologia visual pode ser vista como um subconjunto dos métodos da observação participante, já que as questões centrais nesse campo têm a ver com como "levar uma câmera para o campo", e lidar com questões como o efeito de ser um observador. Questões de introdução da área evoluíram para um subcampo separado. O famoso ensaio de Clifford Geertz em como se aproximar da multifacetada arena de ações humanas a partir de um ponto de vista, como em Interpretation of Cultures, quando ele usa o exemplo de uma singela piscadela entre humanos, percebidas em um contexto cultural longe daquele familiarizado.

## Método e prática
Tais estudos envolvem uma gama de métodos bem definidos, embora variáveis: entrevistas informais, observação direta, participação na vida do grupo, discussões coletivas, análises de documentos pessoais produzidos dentro do grupo, autoanálise, estudos online ou offline e histórias de vida. Embora o método seja visto como pesquisa qualitativa, pode (e geralmente se segue) incluir pesquisa quantitativa. Tradicionalmente a observação participante é levada sob um certo período de tempo, que pode incluir alguns meses até vários anos, e até gerações. Uma pesquisa por um período prolongado significa que o pesquisador é capaz de obter informações mais detalhadas e precisas sobre os indivíduos, comunidade, e/ou população de estudo. Detalhes observacionais (como o dia a dia) ou detalhes mais obscuros (como comportamentos de tabu) são mais facilmente observáveis e interpretados sob um longo período de tempo. A força de uma interação e observação por longos períodos é o que leva os pesquisadores a descobrirem discrepâncias entre o que os participantes dizem e o que acreditam que deveria acontecer (o sistema formal) e o que realmente acontece, ou as diferenças entre os aspectos do sistema formal; em contraste, uma pesquisa de um só período entre pessoas respondendo um questionário pode levar a questões consistentes, mas é menos provável em mostrar os diferentes conflitos e aspectos do sistema social ou entre representação consciente e comportamento.

### Fases do método da observação participante segundo Howell
Na observação participante, há disciplina de pesquisa baseado no interesse e comprometimentos moldados em quais eventos em que ele ou ela consideram importante para o inquérito da pesquisa. De acordo com Howell (1972), os quatro estágios da maioria das observações participantes e seus estudos são se estabelecer relacionamentos ou ficar conhecido entre as pessoas, mergulhar você mesmo no campo de estudo, recolher os dados e observações, e consolidar a informação coletada.
Essas fases são as seguintes::392–403
- Estabelecer relações: ficar conhecido entre os membros, visitar a cena antes do estudo. Howell[11] afirma que é importante criar laços de amizade, ou ao menos ser aceito na comunidade, em ordem de obter dados de qualidade.
- Em campo (fazer o que os locais fazem). É importante para o pesquisador mostrar uma conexão com a população em ordem de ser aceito como membro da comunidade. É essencial, como mostra DeWalt & DeWalt (2011),[12][11]:392–396 ter comprometimentos de relacionamento para "chamar para a conversa". Também mencionando Howell, DeWalt & DeWalt afirma que o pesquisador deve se encaixar na população de estudo através de aprendizado do idioma e de sua participação.[8] Isso prepara o palco para o pesquisador se misturar no campo de estudo e melhorar a qualidade dos eventos observados que ele ou ela experiência.
- Recolher observações e dados: Através de notas de campo e entrevistas, pesquisadores são encorajados em recolher seus pensamentos e sentimentos sobre o o objeto de estudo através de anotações de reflexividade. Os pesquisadores são engajados em pensar como suas experiências, etnia, raça, gênero, sexo, orientação sexual e outros fatores que podem influenciar na pesquisa, neste caso o que o pesquisador decidir relatar e observar. Pesquisadores devem estar atentos para o viés e entrar no estudo sem qualquer preconceito e subjetividades no processo de coleta de dados.[13][8][13][14]
- Analisar os dados
  - Análise temática: organizar os dados de acordo como os temas recorrentes achados em entrevistas e outros tipos de dados qualitativos.
  - Análise narrativa: categorizar as informações juntando elas em entrevistas, achando temas em comum, e construir uma história coerente a partir dos dados.

### Tipos de observação participante
A observação participante não é simplesmente aparecer em um campo de estudos e começar a escrever relatórios. Pelo contrário, a observação participante é um método complexo e tem muitos componentes. Uma das primeiras coisas que um pesquisador ou indivíduo deve fazer ao conduzir a observação participante para ganhar dados é decidir que tipo de participante ele ou ela devem ser. Spradley fornece cinco tipos diferentes de tipos de observação participante na tabela seguinte:
| Tipo                  | Nível de envolvimento | Limitações |
| --------------------- | --- | --- |
| Não-participativa     | Sem contato com a população ou campo de estudo                                                                                                  | Incapaz em relatar ou perguntar questões quando novas informações aparecem. |
| Participação passiva  | O pesquisador fica apenas no papel de espectador                                                                                                | Limita as possibilidades em estabelecer um relatório e aprofundar no campo de estudo. |
| Participação moderada | O pesquisador mantêm uma balança entre estar "dentro" e "fora" nos papéis de estudo                                                             | Isso requer uma boa habilidade de se destacar o suficiente para se permanecer objetivo. |
| Participação ativa    | O pesquisador se torna um membro do grupo ao abraçar completamente as habilidades e costumes do população para atingir uma compreensão completa | Este método permite o pesquisador a ficar mais envolvido com a população. Existe um risco de "virar um nativo" enquanto o pesquisador se esforça para uma compreensão profunda da população estudada. |
| Participação completa | O pesquisador está completamente integrado com a população de estudo (isto é, já é membro da população estudada em específico).                 | Existe um risco de perder todos os níveis de objetividade, e portanto o que analisado e apresentado para o público.                                                                                   |